# هنک جانسون
هنک جانسون (به انگلیسی: Hank Johnson) نمایندهٔ حوزه انتخابیه چهارم جورجیا از حزب دموکرات ایالات متحده آمریکا در مجلس نمایندگان ایالات متحده آمریکا است که برای نخستین‌بار در ۱۲ ژانویه ۲۰۰۷ میلادی به‌عضویت این مجلس درآمد.
جانسون در کنار میزی هیرونو و کالین هانبوسا یکی از سه عضو بودایی کنگره آمریکا است.